# Schmettausches Kartenwerk
Das Schmettausche Kartenwerk, auch Schmettausche Karten, war eine topografische Landesaufnahme für das Staatsgebiet Preußens östlich der Weser sowie für Mecklenburg.

## Preußen
Das Schmettausche Kartenwerk wurde unter der Leitung des preußischen Offiziers und Kartographen Friedrich Wilhelm Karl Graf von Schmettau in den Jahren 1767 bis 1787 erstellt. Die topographischen Aufnahmen zu diesem Kartenwerk wurden systematisch für das damalige preußische Staatsgebiet östlich der Weser aufgenommen und gezeichnet.
Friedrich der Große hatte gegen dieses Projekt Bedenken. Schmettau erstellte das Werk auf eigene Initiative und wurde von Friedrich Wilhelm II. und dem Minister Friedrich Wilhelm Graf von der Schulenburg-Kehnert gefördert, die es befürworteten. Es entstanden 270 Sektionen (Blätter) in den Abmessungen 97 cm × 64 cm im Maßstab 1:50.000.
Sie befinden sich heute im Besitz der Staatsbibliothek zu Berlin – Preußischer Kulturbesitz.

## Mecklenburg

Titelblatt der insgesamt 16 Blätter

Auch für Mecklenburg gab Schmettau das erste, auf flächendeckender Vermessung beruhende Kartenwerk heraus. 1780/82 erschienen acht Kartenblätter unter dem Titel „Carte chorographique et militaire du Duché de Mecklenburg-Strehlitz“ für den östlichen Teil von Mecklenburg-Strelitz (Maßstab 1:33.333), 1788/93 erschienen weitere 16 Kartenblätter unter dem Titel „Topographische, Oeconomische und Militaerische Charte des Herzogthums Mecklenburg Schwerin und des Fürstenthums Ratzeburg“ für Mecklenburg-Schwerin und das Fürstentum Ratzeburg, den westlichen Teil von Mecklenburg-Strelitz (Maßstab 1:50.000). Alle mecklenburgischen Karten wurden auf Grundlage des Kartenwerks von Carl Friedrich von Wiebeking in Kupfer gestochen. 1794 erschien zusätzlich eine Generalkarte beider Herzogtümer von Mecklenburg und des östlichen Vorpommern.